# Gabriel Arout
Pour les articles homonymes, voir Arout et Aroutcheff.
Gabriel Arout, de son vrai nom Gabriel  Aroutcheff, est un écrivain, auteur dramatique et traducteur français d'origine arménienne, né à Nakhitchevan-sur-le-Don (Russie) le 28 janvier 1909 et mort à Paris 14e le 12 février 1982.

## Biographie
Témoin de la guerre et de la révolution russe, il est arrivé avec sa famille en France par la Méditerranée en 1921.  Il est élève du lycée Charlemagne où il se lie d'amitié avec Paul Ackerman. En 1930, il obtient sa licence de lettres à la Sorbonne. Il est d'abord attiré par le roman, puis décide de se tourner vers le théâtre. Sa première pièce, Orphée ou la Peur des miracles, est écrite en 1935, mais est un "four" à sa création en 1943. Sa deuxième pièce, Pauline ou l'écume de la mer (1948), remporte, elle, un grand succès où s'illustre Pierre Fresnay. D'autres succès suivent : Le Bal du lieutenant Helt, La Dame de Trèfle, Gog et Magog, Cet animal étrange, Deux fois deux font cinq, Des pommes pour Ève.
Au milieu des années 1950, Gabriel Arout fait plusieurs incursions remarquées dans l'univers du cinéma. Il cosigne les dialogues du film Les Hussards (1955) d'Alex Joffé, dans lequel Bourvil tient l'un des rôles principaux. Il est également le coauteur de l'adaptation de Sois belle et tais-toi (1958) de Marc Allégret et des dialogues de La Mort en ce jardin (1956) de Luis Buñuel.
Gabriel Arout, amoureux de la culture, passionné en particulier par l'héritage des grands dramaturges grecs, n'en reste pas moins pour la postérité l'auteur de plus de vingt pièces de théâtre qui ont été créées par des metteurs en scène comme Pierre Dux, Michel Vitold, Claude Régy ou Georges Vitaly, avec François Périer, Jean Piat, Denise Gence, Jean Rochefort ou Louis Velle parmi les premiers interprètes. Il a écrit quelques pièces en collaboration avec son épouse Renée Delamarre, parmi lesquelles C'est un vagabond et Appelez-moi maître !, mais cette mathématicienne surdouée préférait rester en retrait, laissant son mari en pleine lumière.
En 1978 Gabriel Arout reçoit le grand prix de la Société des auteurs et compositeurs dramatiques et en 1981 le grand prix du théâtre de l'Académie française. Sa dernière pièce, Oui, se termine par un long monologue testamentaire où l'homme se retrouve être le maître de sa  destinée. Il s'est éteint en 1982.
En 2002, sa pièce Cet animal étrange — qui est une comédie — est rejouée à Paris, au théâtre de Nesle, avec Anne-Élisabeth Blateau, Francis Prieur et Cédric Villenave dans les rôles principaux.
Gabriel Arout a traduit certains ouvrages russes avec son frère traducteur Georges Arout (1911-1970, né Eugène Aroutcheff), dont le roman L'Idiot de Dostoïevski (en 1946) et la pièce La Tragédie optimiste de Vichnevski (en 1951).
Il a reçu la légion d'honneur. Il est le père de Pierre Aroutcheff, spécialiste du jeu de go. Sa femme est morte en 1997.

## Œuvres
Adaptations
- Du Rire aux larmes
- Kean
- L'Idiot (1946)
- La Corde (1953)
- Crime et Châtiment (1962)
- La Passion (1965)

Théâtre
- Orphée ou la peur des miracles, 1935
- Le Nœud gordien, 1939
- Pauline ou L'Écume de la Mer, avec Pierre Fresnay et Alice Cocéa, Théâtre de la Michodière, 1948 (publié aux éditions Gallimard, 1953)
- Le Bal du lieutenant Helt, Théâtre des Mathurins, 1950 (publié aux éditions Gallimard, 1953)
- Maupassant chez Flaubert, 1950
- Une Valise à la main ou C'est un vagabond (co-écrit avec Renée Arout), 1951
- La Cage : sketch à un personnage, 1951 (publié aux éditions Opéra, 1951)
- Guillaume le Confident (co-écrit avec Jean Locher), Théâtre de Paris, 1951
- La Dame de Trèfle, décors de Paul Ackerman, avec Madeleine Robinson, Michel Vitold, Lucienne Bogaërt, Théâtre Saint-Georges, 1952 (publié aux éditions J.-P. Mauclaire, Paris, 1952, puis aux éditions Gallimard, 1953)
- Le Banc, 1953
- Entre Chien et Loup, avec Gaby Sylvia et Michel Piccoli, Théâtre en Rond, 1955
- Appelez-moi Maître ou Tamara (co-écrit avec Renée Arout), mise en scène Jacques Charon, Théâtre des Ambassadeurs, 1956 (publié aux éditions J.-P. Mauclaire, Paris, 1956)
- Mademoiselle Fanny (co-écrit avec Georgette Paul), 1956 (publié aux éditions Tallandier, Paris, 1957)
- Le Président Wilson, 1958
- Gog et Magog de Roger MacDougall et Ted Allan, traduction, mise en scène François Périer, Théâtre de la Michodière, 1959
- Les Alpinistes, 1960
- Crime et châtiment (d'après Dostoïevski), avec Robert Hirsch, Comédie-Française, 1963 (publié aux éditions Fayard, 1963)
- Laure et les Jacques ou Ève et les Hommes, Théâtre Saint-Georges, 1963 (publié aux éditions Fayard, 1964)
- Cet animal étrange (d'après des récits d'Anton Tchekov), avec Pierre Brasseur et Catherine Sauvage, Théâtre Hébertot, 1964, repris en 1965 avec Delphine Seyrig et Jean Rochefort (publié aux éditions des Quatre-Vents, Paris, 1989)
- Mirages ou D'Amour et de théâtre, 1964
- Le Roi de l'univers (d'après des récits d'Anton Tchekov), 1967
- Le Bel Assassinat, 1968
- Des Pommes pour Ève (d'après des récits d'Anton Tchekov), 1969
- Deux fois deux font cinq, 1970
- Oui, 1971
- La passion d'Anna Karénine (d'après Tolstoï), Théâtre Montansier, 1975
- Dressage en férocité (co-écrit avec Renée Arout), 1975
- L'Idiot (d'après Dostoïevski), Théâtre Marigny, 1975
- Hommes et femmes (d'après Anton Tchekov), Café-théâtre de l'Odéon, 1975

Scénarios ou dialogues de films
- Lettre ouverte d'Alex Joffé (1953)
- La Patrouille des sables de René Chanas (1954)
- Marguerite de la nuit de Claude Autant-Lara (1955)
- Les Hussards d'Alex Joffé (1955)
- Les Assassins du dimanche d'Alex Joffé (1956)
- Rencontre à Paris de Georges Lampin (1956)
- La Mort en ce jardin de Luis Buñuel (1956)
- La Bigorne, caporal de France de Robert Darène (1958)
- Sois belle et tais-toi de Marc Allégret (1958)
- Du rififi chez les femmes d'Alex Joffé (1959)
- Les Cracks d'Alex Joffé (1968)
- Le Mur de l'Atlantique de Marcel Camus (1970)

Traductions
- Mozart et Salieri (1936)
- Sept poètes de la révolution russe (Ed. de la Lucarne, Toulon, 1945)
- Anna Lucasta
- L'Idiot de Dostoïevski (1946, trad. avec Georges Arout)
- Le moine noir : six nouvelles choisies d'Anton Tchekov, (Ed. de Flore, 1946 ; rééd. Horay, 2004)
- Boris Godounov de Pouchkine (1961), dans Œuvres (Gallimard, Bibliothèque de la Pléiade, 1990 ; rééd. 2018)
- L'Accusation (1967)
- La Mort est dans ton cœur
- La Poupée
- La Tragédie optimiste de Vichnevski (1951, trad. avec Georges Arout, rééd. l'Arche, Paris, 1957)
- Le Monde est dans ton cœur
- Slag de David Hare (1972)
- Un goût de miel de Shelagh Delaney, adaptation Gabriel Arout et Françoise Mallet-Joris, mise en scène Marguerite Jamois, Théâtre des Mathurins, 12 février 1960
- Block. Essénine. Maiakovski. Pasternak. 4 poètes de la révolution (Éditions de Minuit, Paris, 1967)
- Poèmes d'Andrej Belyj (Gallimard, Paris, 1970)

## Comédien
- 1949 : Pauline ou L'Écume de la mer de Gabriel Arout, Théâtre des Célestins
- 1967: L'Inconnu de Shandigor, film de Jean-Louis Roy (Signe 1)
- 1975 : Les Brigades du Tigre, épisode La couronne du Tsar de Victor Vicas
- 1977 : Repérages, film de Michel Soutter (le professeur de russe)

## Prix et récompenses
- Prix SACD 1978 : Grand Prix de la SACD
- 1981 : Grand Prix du théâtre